# Cerro Vicuñas
El cerro Vicuñas es una montaña de origen orográfico ubicada en la Región de Atacama, en el centro-norte de Chile, próxima a la frontera con la Argentina. Posee una altitud de 6067 m s. n. m.

## Ubicación geográfica
Se sitúa en las coordenadas 27°01′17″S 68°37′08″O / -27.02139, -68.61889, inmediatamente al norte del volcán Barrancas Blancas, en plena Puna de Atacama del sector oriente de la Región de Atacama, Chile.

## Origen geológico
Si bien entre los componentes físicos de este macizo andino se hallan materiales de origen volcánico, este no fue el causante de su primitiva creación, sino que es el resultado de un diastrofismo, un proceso por el cual se generan pliegues en la corteza terrestre. Sus componentes volcánicos se deben a los múltiples aportes de las moles vecinas, las que están integradas en su mayoría por altos volcanes, incluso por el más alto del mundo: el Ojos del Salado.  

## Acceso
El acceso se realiza partiendo de la ciudad de Copiapó por Ruta 31 rumbo al paso internacional San Francisco con la Argentina. Al llegar al complejo fronterizo «San Francisco» se deberá allí dar aviso del propósito de ascender. Este complejo se sitúa próximo al salar de Maricunga. Se prosigue hasta encontrar un retén de Carabineros, junto a la laguna Verde, la que al poseer una altitud de 4342 m s. n. m., está habitada por aves acuáticas altiplánicas, endémicas de esta meseta de elevada altitud. Este retén está abierto en la época de mayor cruce de vehículos, pues por causa del duro clima, se cierra en el invierno, siendo reabierto en la primavera. Como este sitio dispone de algunas comodidades turísticas, suele ser utilizado para realizar allí el proceso de aclimatación a la altura.
Luego de completado dicho proceso, se continúa en búsqueda del lugar en donde se establecerá el campamento base, a una altitud de 4957 m s. n. m., en un collado entre los cerros Barrancas Blancas y Vicuñas, al que se accede en vehículo todo terreno, sin antes dejar de pasar por el «Refugio Claudio Lucero», a una altitud de 4540 m s. n. m., el cual fue en el pasado una hostería denominada «Murray», lindera a la que fuera una tenencia de Carabineros. 

## Ascenso
El ascenso no tiene registro, debido a que el objetivo no reviste mayor dificultad. En el ataque a la cumbre se transita mayormente sobre rodados de piedra pómez y arena. Posee dos cumbres orientadas Norte - Sur; de ellas, la más austral es la más elevada.

## Cumbres vecinas
Este cerro está enclavado en una comarca poblada de abundantes y elevadas cumbres, destacando las volcánicas. Entre las más importantes se encuentran: Ojos del Salado, volcán Colorados, El Ermitaño, nevado Tres Cruces, Incahuasi, etc.